# Dysdera ancora
Dysdera ancora là một loài nhện trong họ Dysderidae.
Loài này thuộc chi Dysdera. Dysdera ancora được miêu tả năm 1959 bởi Grasshoff.